# Saint-Privat-de-Vallongue
Saint-Privat-de-Vallongue (okzitanisch Sent Privat de Vallònga) ist ein südfranzösischer Ort und eine Gemeinde mit 248 Einwohnern (Stand 1. Januar 2022) im Département Lozère in der Region Okzitanien.

## Lage
Das Bergdorf Saint-Privat-de-Vallongue liegt in ca. 610 m Höhe ü. d. M. oberhalb des Tals des Gardon d’Alès, welches auch Vallée longue genannt wird, im östlichen Teil des Nationalparks Cevennen. Die Kleinstadt Florac befindet sich etwa 25 km (Fahrtstrecke) nordwestlich.

## Bevölkerungsentwicklung
| Jahr      | 1800 | 1851 | 1901 | 1954 | 1999 | 2018 |
| --------- | ---- | ---- | ---- | ---- | ---- | ---- |
| Einwohner | 1018 | 1006 | 729  | 357  | 249  | 221  |

Der Bevölkerungsrückgang im 20. Jahrhundert ist im Wesentlichen auf die abgelegene Lage des Ortes und den Verlust an Arbeitsplätzen infolge der Mechanisierung der Landwirtschaft zurückzuführen.

## Wirtschaft
Die Bewohner der Gemeinde Saint-Privat-de-Vallongue lebten jahrhundertelang als Selbstversorger von der Landwirtschaft: In den Tallagen wurde Getreide angebaut, wohingegen die höhergelegenen Regionen als Viehweiden dienten. Im 20. Jahrhundert wurden die ehemaligen Wege zu Straßen ausgebaut, was die Abwanderung verstärkte. Heute lebt man immer noch von ein wenig Ackerbau und Viehzucht, doch spielt seit den 1970er und 1980er Jahren der Tourismus und hier insbesondere die Vermietung von Ferienwohnungen (gîtes) eine bedeutende Rolle im Wirtschaftsleben.

## Geschichte
Die Gegend wurde wahrscheinlich bereits in der Jungsteinzeit von Jägern und Sammlern durchstreift und vielleicht auch schon von Hirten besucht.
Danach blieben der abgelegene Ort und seine Bewohner von den großen Ereignissen der Region, z. B. den Hugenottenkriegen im 16./17. Jahrhundert und den Kamisardenkriegen zu Beginn des 18. Jahrhunderts, weitgehend unberührt.

## Sehenswürdigkeiten

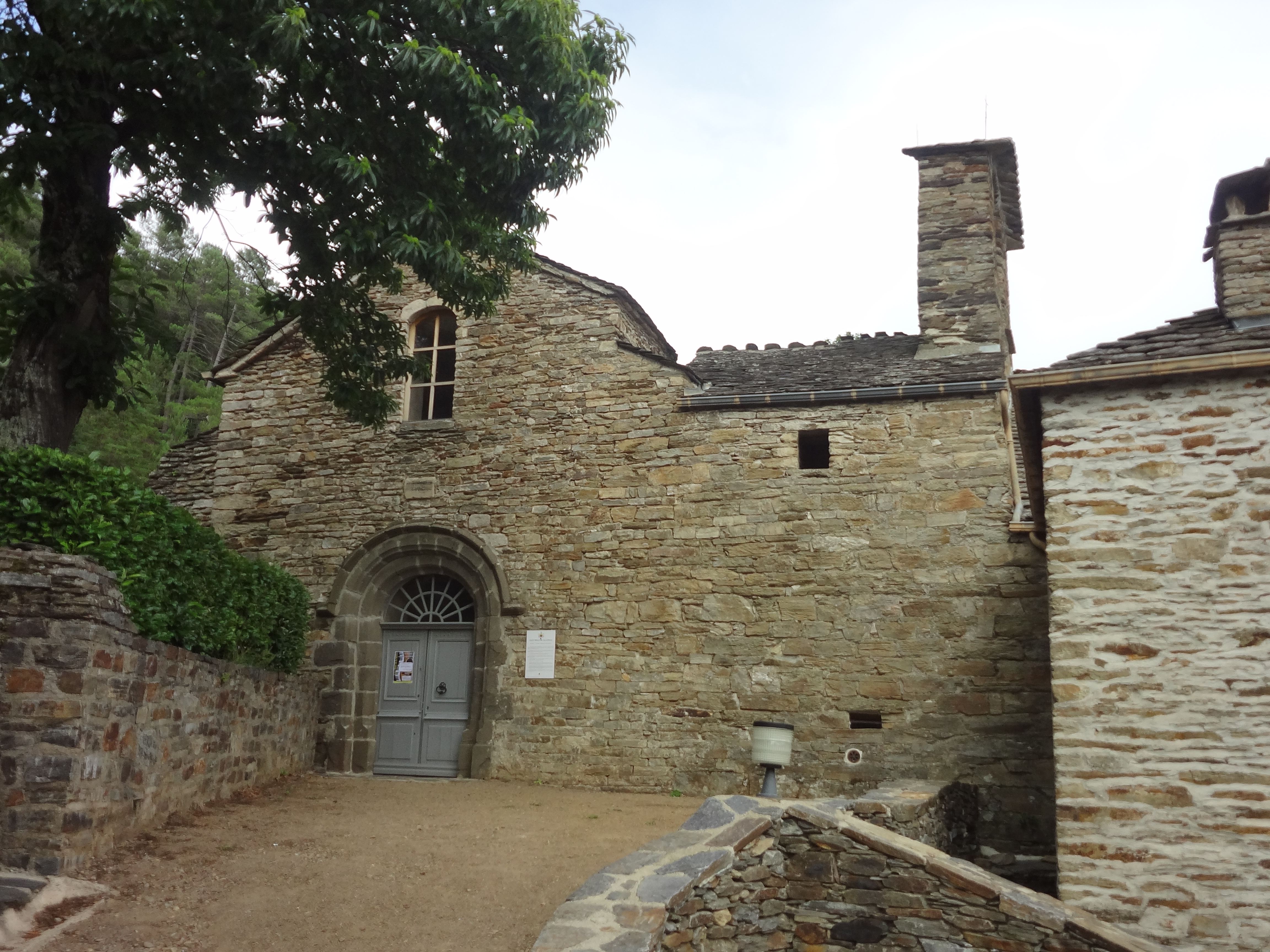
Kirche Notre-Dame-de-la-Salette

- Der Ort selbst ist ein Bergdorf mit einigen älteren Häusern aus Naturstein.
- Die der Gottesmutter Maria geweihte und circa zwei Kilometer südöstlich des heutigen Ortszentrums gelegene Pfarrkirche Notre-Dame-de-la-Salette ist ein romanischer Bau aus dem 12. Jahrhundert. Er besteht aus annähernd exakt behauenen Natursteinen – jedenfalls ist ein Bemühen um einen regelmäßigen Mauerwerksverband mit unterschiedlich hohen Steinlagen erkennbar. Der Bau gehörte als Prioratskirche zum nicht mehr existenten Benediktiner-Kloster von Cendras. Kurze Zeit nach Fertigstellung des einschiffigen Ursprungsbaus erhielt die Kirche ein südliches Seitenschiff mit einer weiteren Apsis. Im Jahr 1662 errichtete man unmittelbar südlich an die Kirche angrenzend ein Pfarrhaus (presbytère). Der Kirchenbau wurde in den Revolutionsjahren in Mitleidenschaft gezogen, jedoch im 19. Jahrhundert wiederhergestellt. Beide Bauten sind seit dem Jahr 1979 als Monuments historiques anerkannt.[1]
- Im Umfeld der Kirche wurde eine aus 37 Einzelhäusern mit gemeinsamem Schwimmbad bestehende Ferienwohnanlage errichtet.
- Im Jahr 1909 wurde nahebei die heutige protestantische Kirche (temple) fertiggestellt. Im ansonsten schmucklosen Inneren dominieren die seitlichen Frauenemporen und die hinter dem Altar befindliche Kanzel.
- Vom etwa zwei Kilometer nordöstlich des Ortes in imposanter Lage gelegenen Château de Bellegarde sind nur noch einige Grundmauern erhalten.

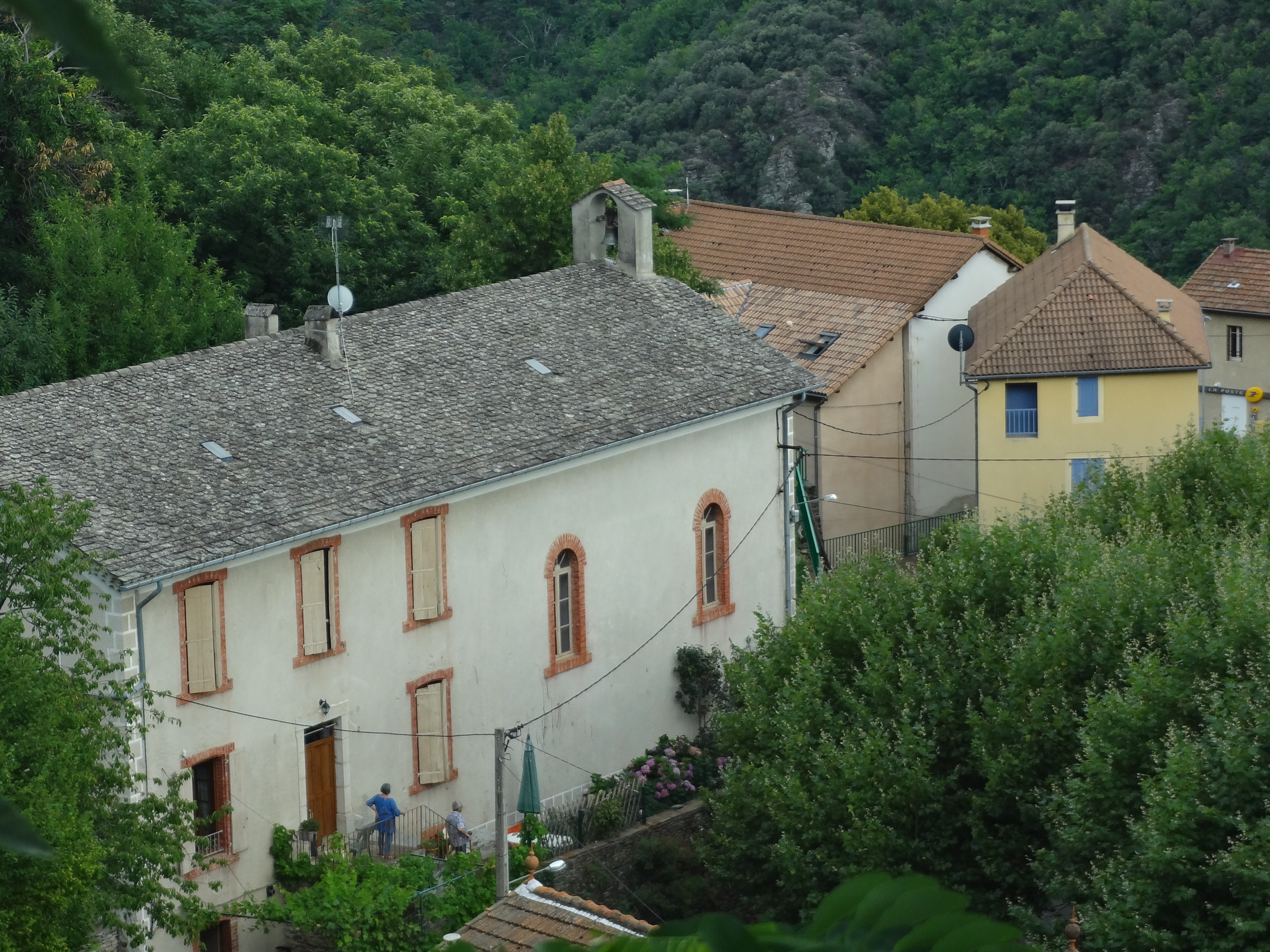
Protestantische Kirche